# Episodi di Empire (quarta stagione)
La quarta stagione della serie televisiva Empire è stata trasmessa negli Stati Uniti per la prima volta dall'emittente Fox dal 27 settembre 2017 al 23 maggio 2018.
Il primo episodio di questa stagione, I combattenti, costituisce un crossover con Star, ancora inedita in Italia.
In Italia, la stagione è andata in onda in prima visione satellitare su Fox Life, canale a pagamento della piattaforma Sky, dall'8 ottobre 2017 al 3 giugno 2018.
| n° | Titolo originale                | Titolo italiano             | Prima TV USA      | Prima TV Italia  |
| -- | ------------------------------- | --------------------------- | ----------------- | ---------------- |
| 1  | Noble Memory                    | I combattenti               | 27 settembre 2017 | 8 ottobre 2017   |
| 2  | Full Circle                     | Sul trono da sola           | 4 ottobre 2017    | 15 ottobre 2017  |
| 3  | Evil Manners                    | Circolo vizioso             | 11 ottobre 2017   | 22 ottobre 2017  |
| 4  | Bleeding War                    | Segreti di famiglia         | 18 ottobre 2017   | 29 ottobre 2017  |
| 5  | The Fool                        | Sul filo del rasoio         | 8 novembre 2017   | 12 novembre 2017 |
| 6  | Fortune Be not Crost            | Il verdetto                 | 15 novembre 2017  | 19 novembre 2017 |
| 7  | The Lady Doth Protest           | A proposito di Eddie        | 29 novembre 2017  | 10 dicembre 2017 |
| 8  | Cupid Painted Blind             | L'uno per l'altra           | 6 dicembre 2017   | 17 dicembre 2017 |
| 9  | Slave to Memory                 | Occhio per occhio           | 13 dicembre 2017  | 24 dicembre 2017 |
| 10 | Birds in the Cage               | Uccelli in gabbia           | 28 marzo 2018     | 8 aprile 2018    |
| 11 | Without Apology                 | Senza scusa                 | 4 aprile 2018     | 15 aprile 2018   |
| 12 | Sweet Sorrow                    | Il dolce canto delle sirene | 11 aprile 2018    | 22 aprile 2018   |
| 13 | Of Hardiness Is Mother          | Questione di istinto        | 18 aprile 2018    | 29 aprile 2018   |
| 14 | False Face                      | Nuove alleanze              | 25 aprile 2018    | 6 maggio 2018    |
| 15 | A Lean and Hungry Look          | Un aspetto magro e affamato | 2 maggio 2018     | 13 maggio 2018   |
| 16 | Fair Terms                      | Il potere del perdono       | 9 maggio 2018     | 20 maggio 2018   |
| 17 | Bloody Noses and Crack'd Crowns | Ritorno alle origini        | 16 maggio 2018    | 27 maggio 2018   |
| 18 | The Empire Unpossess'd          | Qualcosa di mio             | 23 maggio 2018    | 3 giugno 2018    |

## I combattenti
- Titolo originale: Noble Memory
- Diretto da: Sanaa Hamri
- Scritto da: Brett Mahoney

### Trama
L'Empire si appresta a festeggiare i vent'anni di attività con uno special televisivo. A cinque mesi dall'esplosione, Lucious è pronto a fare la prima apparizione pubblica al Leviticus, dove Cookie e i figli hanno organizzato uno spettacolo da includere nel documentario.
Ventiquattr'ore prima. Lucious esce dall'ospedale accompagnato da Claudia, l'infermiera incaricata di seguirne i progressi e aiutarlo a recuperare la memoria. Claudia costringe i familiari a fornirgli una versione edulcorata del suo passato, evitando di raccontargli gli aspetti più problematici che in questo momento di fragilità lo potrebbero danneggiare. Scorrendo l'album di famiglia Lucious si domanda per quale motivo Cookie non si veda mai nelle fotografie, ricevendo la spiegazione che è dovuta stargli lontano diciassette anni per cause di forza maggiore. Leggendo i testi delle sue canzoni Lucious non riesce a credere di essere lui l'autore di brani così violenti. Andre assicura a Shyne che il loro piano di scalare i vertici dell'Empire rimane valido, confidando che il consiglio d'amministrazione decida di mettere lui alla guida dell'etichetta anziché il padre malato. Warren continua a corteggiare Jamal, sperando che cada nella trappola ordita dalla sua famiglia, ma per il momento è concentrato sulla situazione di suo padre. Con Anika in carcere senza possibilità di ottenere la libertà su cauzione, Diana ha costretto Hakeem a farle vedere Bella ogni settimana.
Cookie si ingelosisce nel vedere l'intesa tra Lucious e Claudia. Quest'ultima si giustifica con la necessità per Lucious di appoggiarsi a una figura di riferimento esterna alla famiglia. Durante una cena Lucious chiede a Cookie come mai la canzone Love Me, pur essendo stata scritta da lei, porta la firma di Vernon e Bunkie. Cookie spiega che, trovandosi in carcere, per il bene dell'Empire non era opportuno che lei risultasse nei crediti del brano. Quando Jamal e Hakeem iniziano a discutere violentemente, Lucious si allontana agitato per la troppa tensione e i familiari si stringono a lui, rassicurandolo che non accadrà più. La sera dello spettacolo Lucious, rassicurato da Claudia, sale sul palco e interpreta il ruolo del cattivo per il quale è sempre stato conosciuto. Dopo aver mostrato senza vergogna la protesi alla gamba, Lucious rivela che l'autrice di Love Me è Cookie e la canzone viene eseguita sul palco dai suoi figli. Terminato lo spettacolo, Lucious dice a Cookie di non sentirsi ancora pronto a tornare il vecchio sé. Cookie esce di scena, promettendogli che farà di tutto affinché le cose tornino come prima.

## Sul trono da sola
- Titolo originale: Full Circle
- Diretto da: Craig Brewer
- Scritto da: Craig Brewer e Eric Haywood

### Trama
Leah tenta di affogare Lucious nella vasca da bagno, esattamente come quando era piccolo, ma l'intervento tempestivo di Claudia salva la situazione. Cookie si trasferisce nella residenza di Lucious, sperando di eclissare Claudia e accelerare il recupero della memoria. Il giudice fissa la data del processo contro Anika tra sei mesi, impedendole di richiedere la libertà vigilata. Prima di essere portata via dalla guardia, Anika urla ad Hakeem di farla parlare con Cookie perché vuole rivelarle la verità sui fatti del 7 gennaio 2015, il giorno in cui morì Bunkie. Thirsty mostra al procuratore le prove che per lungo tempo Anika è stata molestata dai federali, affinché l'omicidio di Tariq sia derubricato a legittima difesa. Dopo aver chiuso una vendita, Andre finisce a letto con una donna di cui non conosce l'identità. Costei si rivela poi essere Pamela Rose, agente della polizia di New York che sta collaborando assieme ai colleghi di Las Vegas sull'esplosione che ha quasi ucciso Lucious. Jamal e Tory sono tornati a lavorare insieme, incidendo la canzone principale di un film. Jamal accoglie le richieste di modifica avanzate dall'intermediario della casa di produzione, ma il risultato non soddisfa affatto Becky che lavora in segreto a un'ulteriore versione in cui le parti vocali sono interamente affidate a Tory e che si avvicina parecchio all'originale. Inoltre, Becky sprona Hakeem a sfornare una nuova hit che possa superare i numeri record di Drip Drop.
Claudia porta Lucious in un locale che un tempo frequentava in compagnia del produttore Eddie Barker. Saputo dal proprietario che Eddie si trova in un country club per il matrimonio della nipote, Lucious fugge alla sorveglianza di Claudia e lo raggiunge per farsi raccontare i suoi esordi nel mondo musicale. Lucious resta inorridito nell'apprendere che riuscì a ottenere il suo primo contratto pestando lo speaker di una radio locale. In nome della vecchia amicizia che lo lega a Lucious, primo artista che scelse di produrre, Eddie si dichiara disposto a salvare l'Empire ed evitare che venga smantellata. Ascoltando i deliri di Leah, Cookie scopre che è stata lei a uccidere Tariq e addossare la colpa ad Anika. Messo davanti alla tragica conseguenza dei conclamati problemi mentali della madre, Lucious firma i documenti per farla ricoverare in un istituto. Jamal rimprovera Becky per la sua insubordinazione, minacciando di licenziarla qualora dovesse agire nuovamente di testa sua. Cookie è però di tutt'altro avviso, apprezzando le competenze di Becky e il sangue freddo da lei dimostrato nel momento difficile che sta vivendo l'etichetta, e decide di affidarle la guida dell'A&R in pianta stabile. Cookie annuncia alla stampa il nuovo ambizioso progetto Empire 20x20 che prevede l'uscita di un nuovo album per ogni anno di attività dell'etichetta. Andre è in profondo disaccordo con la madre, definendo una follia l'idea di pubblicare venti album tutti insieme, e risentendosi per non essere stato consultato su una decisione finanziariamente così gravosa. Anika esce di prigione e si presenta nel loft di Hakeem. Jamal, innamorato perso di Warren, inizia a comporre per un nuovo album di canzoni d'amore. Claudia ha deciso di andarsene da casa Lyon, non sentendo quella fiducia che è fondamentale nel rapporto con il paziente, ma Lucious la convince a restare.

## Circolo vizioso
- Titolo originale: Evil Manners
- Diretto da: Bille Woodruff
- Scritto da: Matt Pyken e Carlito Rodriguez

### Trama
Lucious, che ha iniziato la riabilitazione, vuole sapere la cosa più brutta che ha fatto a ognuno dei suoi familiari. Cookie è protagonista di un servizio fotografico di Forbes sulle donne in carriera, utile all'Empire per ottenere un prestito di cui l'etichetta ha fortemente bisogno. Diana continua a tramare contro i Lyon, incaricando sua figlia Lana di iniziare a corteggiare Andre, mentre Warren sta continuando a lavorarsi Jamal. Shyne pretende, in qualità di socio dell'Empire, che la metà dei venti album in corso di pubblicazione siano suoi. Da abile negoziatrice, Cookie gliene concede cinque per pareggiare il 25% della sua quota azionaria. Infastidito dalle attenzioni della polizia, Andre esorta Pamela a indagare sui veri mandanti del tentato omicidio di suo padre. La detective però, avendo intuito che Andre nasconde qualcosa, è sempre più determinata a scoprire la verità. Hakeem discute con Anika sulle modalità delle sue visite a Bella, non accettando che la bambina trascorra la notte con lei.
Lucious esprime il desiderio di vedere lo studio di registrazione in cui ha creato i suoi più grandi successi. Jamal accetta di accompagnarlo in segreto all'Empire, dove incrociano prima Warren e poi Shyne. Quest'ultimo gli fa ascoltare un brano che composero insieme in una nuova versione, risvegliando in Lucious cattivi ricordi del suo passato. Tornato a casa, Lucious vuole sapere da Jamal cosa gli ha fatto di male. Jamal gli racconta l'episodio del bidone della spazzatura, quando da bambino si presentò a una festa in famiglia indossando vestiti da donna e facendolo infuriare. Lucious si pente di essere stato un padre omofobo, chiedendo perdono a un figlio che comunque, attraverso il duro lavoro e la passione per la musica, ha saputo conquistare la stima paterna. Cookie e Andre si presentano in banca, dove un funzionario nega loro il prestito, spiegando che la volatilità del settore bancario non offre sufficienti garanzie. Cookie si presenta sul set del servizio fotografico, costretta a posare insieme a Diana e alle sue amiche che, complici le cattive parole della signora Dubois, la guardano dall'alto in basso. Quando Cookie esprime la sua frustrazione per non aver ottenuto il prestito in banca, una delle amiche di Diana la prende in simpatia e le offre 10000000 $ per sostegno alla causa delle donne che faticano a farsi strada. Diana incassa il colpo, anche perché è stata lei a fare in modo che l'Empire non ottenesse il prestito, essendo il funzionario suo cugino. Warren usa la scusa di un padre assente per sentirsi più vicino a Jamal. Dietro insistenza di Lucious, Cookie gli rivela di essere stata in galera per causa sua.

## Segreti di famiglia
- Titolo originale: Bleeding War
- Diretto da: Sanaa Hamri
- Scritto da: Diane Ademu-John e Jamie Rosengard

### Trama
Cookie racconta a Lucious le difficoltà della vita in carcere, una separazione dolorosa che però l'ha aiutata a temprare il suo carattere. Sentendosi in colpa per averla abbandonata dietro le sbarre, Lucious promette che riuscirà a farsi perdonare. Lucious torna ufficialmente all'Empire per assistere al lancio del nuovo singolo di Hakeem. Siccome la canzone non convince Cookie, Andre suggerisce di mettere tutti gli artisti dell'Empire in competizione l'uno contro l'altro per decidere di chi sarà il primo album di Empire 20x20. Scartata a priori perché Cookie non vuole che a lanciare il progetto sia una bianca, Tory fa squadra con Jamal per duettare in una canzone d'amore. Lavorando insieme, Jamal confida a Tory di essere convinto che Warren sia la persona giusta per lui. Dopo aver ricevuto un mazzo di fiori da Pamela, Andre si infuria nel vedere Anika intenta a organizzare la festa di compleanno in stile Prince di Bella, ricordando alla famiglia che il giorno in cui la bambina è nata coincide con la morte di Rhonda.
Stanco di raccontare l'amore degli altri, Jamal decide di modificare all'ultimo momento la canzone a cui aveva lavorato con Tory, rimpiazzando quest'ultima con Warren. Cookie è entusiasta dell'esibizione, non aspettandosi affatto le doti canore sfoderate da Warren, e affida il primo album a loro. Andre partecipa al compleanno di Bella, scusandosi con Cookie per la reazione del giorno precedente, avendo capito che Bella non ha alcuna colpa per quello che è accaduto a sua moglie. Anika, sentendosi esclusa dai Lyon, cede alle lusinghe di Angelo e lo nomina suo avvocato per ottenere la custodia di Bella. Lucious chiede a Claudia di accompagnarlo alla statua del leone nel suo vecchio quartiere. Affermando di comprendere la sensazione di solitudine che prova, Claudia si dice disposta ad aiutarlo a fuggire.

## Sul filo del rasoio
- Titolo originale: The Fool
- Diretto da: Howard Deutch
- Scritto da: Janeika James e JaSheika Ashel James

### Trama
I Dubois passano ai giornali la soffiata sulla salute di Lucious, la cui amnesia lo rende inaffidabile agli occhi degli azionisti dell'Empire. Cookie lo trascina davanti ai consiglieri, i quali pretendono una perizia medica che ne attesti il pieno possesso delle facoltà mentali. Cookie propone in alternativa di far uscire nel giro di quarantott'ore il primo album del 20x20, con Lucious in plancia di comando e i giornalisti che potranno seguire i lavori. Sentendo cantare Veronica, Lucious ha un lampo in cui ricorda quando la spronò a esternare tutta la sua sofferenza. Lucious non è soddisfatto del lavoro di Shyne, chiedendogli di riscrivere la sua canzone e depurarla della rabbia di cui è permeata. Andre e Pamela hanno iniziato una vera e propria relazione, benché la detective debba mantenere le distanze a causa dell'indagine sulla sua famiglia. Pamela, tentando di allontanare Andre dalla posizione di principale sospettato, gli chiede conto della presenza di Shyne nei pressi del luogo in cui avvenne l'esplosione. Angelo consegna a Jamal un ordine di comparizione in tribunale, alludendo a Warren come fonte della fuga di notizie.
Cookie è sul punto di mandare a casa i giornalisti, preoccupata dalle possibili conseguenze della mancata uscita dell'album, quando l'arrivo di Eddie Barker salva la situazione. Eddie accetta di produrre il nuovo singolo di Tiana. Hakeem si presenta da Angelo, prendendolo a pugni dopo che costui gli ha rinfacciato di non essere capace di fare il padre, e aggravando la sua situazione in vista dell'udienza di custodia. Convinto di aver già perso la causa, Hakeem si procura dei passaporti per fuggire a Cuba con Bella e vorrebbe che Tiana lo seguisse. Claudia trova una terapia per Lucious nella sinestesia, vale a dire l'associare a ogni canzone un colore per risvegliare i suoi ricordi. L'Empire pubblica I ricordi di Lucious Lyon, primo album della collezione 20x20, la cui copertina è un disegno fatto dallo stesso Lucious sulla vetrata della sala riunioni. Cookie annuncia l'ingresso di Eddie nel consiglio d'amministrazione con la carica di consulente speciale. Dopodiché la donna sventa i piani di fuga di Hakeem, ricordandogli che i Lyon non scappano, combattendo invece le loro battaglie. Continuando a dare colore alla musica, le sinapsi di Lucious riattivano tutti i ricordi del suo passato. Avendo riacquistato la memoria, la presenza di Claudia non è più necessaria. L'infermiera però non si arrende alla fine del rapporto, affermando che Lucious l'ha definita la sua musa e quindi vorrebbe qualcosa di più della semplice relazione medico-paziente. Lucious tuttavia dichiara che il suo unico amore è Cookie.

## Il verdetto
- Titolo originale: Fortune Be not Crost
- Diretto da: Sanaa Hamri
- Scritto da: Joshua Allen e Dianne Houston

### Trama
In tribunale si apre il processo per la custodia di Bella. Lucious e Cookie temono un verdetto sfavorevole quando scoprono che il giudice Barnes è amica di Diana. Nell'arringa introduttiva Angelo definisce i Lyon un clan di criminali che finirà per condurre Bella sulla cattiva strada. Mentre i genitori di Anika la incensano come una ragazza immacolata, Andre e Jamal affermano che la paternità ha reso Hakeem una persona migliore, la cui unica priorità è diventata la bambina. Chiamata al banco dei testimoni, Tiana è duramente attaccata da Angelo per il ménage à trois avuto con Hakeem e Anika in cui facevano uso di droghe. Terminata l'udienza, Hakeem assale Tiana per essere stata debole nel confronto con Angelo, rinfacciandole che sarebbero dovuti scappare. J Poppa torna all'Empire per partecipare al 20x20, con Becky incaricata di produrlo assieme a Shyne. Becky non è entusiasta all'idea di lavorare con l'ex amante, rammentando come avesse fatto di tutto per convincerla a lasciare l'Empire, quando invece restando ha ottenuto la guida dell'A&R. Andre vede un nuovo terapista, il dottor Lambert, che gli raddoppia il dosaggio delle sue medicine.
Il secondo giorno di udienza Angelo accusa Cookie di aver minacciato Anika in diverse occasioni, dipingendo ulteriormente il quadro di una famiglia pericolosa per Bella. Lucious insiste per testimoniare e, ribattendo all'etichetta di persona violenta ribadita da Angelo, si mostra rammaricato per gli errori del passato e sottolinea l'importanza di Bella per ricostruire i suoi ricordi e l'unità della famiglia. Hakeem, sentendosi sul punto di perdere Bella, decide di diventare l'avvocato di sé stesso e chiama Anika a testimoniare. Hakeem le domanda i gusti di Bella, evidenziando come non sappia nulla della vita della figlia, pur avendo avuto occasione di avvicinarla una volta uscita di prigione. I Lyon sono convinti di avere la vittoria in pugno, quando arriva Diana come nuova testimone dell'accusa. Diana afferma che negli ultimi cinque mesi lei, Hakeem e Bella hanno trascorso insieme tutti i giovedì pomeriggio, portando come prova delle registrazioni in cui Hakeem parla male dei suoi familiari. Il giudice Barnes, pur riconoscendo il coraggio di Hakeem, ritiene i Lyon una minaccia per Bella e assegna l'affidamento esclusivo ad Anika. Hakeem è rimproverato dalla famiglia per aver venduto i loro segreti al nemico. Becky chiude definitivamente la storia con J Poppa, invitandolo a mantentere un rapporto esclusivamente professionale. Riunito il suo clan per festeggiare la prima vittoria ottenuta sui Lyon, Diana è pronta a continuare la battaglia attraverso Warren, ormai prossimo ad avere in pugno Jamal, e Lana, la quale ha assoldato il dottor Lambert con il preciso obiettivo di nuocere ad Andre. Lucious annuncia a Cookie che presto verrà versato del sangue.

## A proposito di Eddie
- Titolo originale: The Lady Doth Protest
- Diretto da: Karen Gaviola
- Scritto da: Matt Pyken e Eric Haywood

### Trama
I dipendenti dell'Empire iniziano a manifestare insofferenza nei confronti di Eddie, il cui perfezionismo li costringe a massacranti sessioni di lavoro. Porsha, stanca di essere trattata da Cookie alla stregua di una schiava, si pone alla guida della protesta. Eddie ha pronti degli uomini di fiducia con cui rimpiazzare i tecnici sovversivi, però Cookie sceglie il dialogo e organizza un incontro con i leader della rivolta. Cookie racconta un episodio avvenuto in carcere, quando aiutò la sua ex nemica Poundcake a partorire, facendo capire loro che l'Empire deve continuare a essere una famiglia in cui ci si aiuta a vicenda. Hakeem si ingelosisce nel vedere Angelo comportarsi come fosse il padre di Bella. Lucious chiede ad Anika l'affidamento condiviso della bambina, offrendo l'ingresso della piccola nella famiglia Lyon con gli stessi diritti dei suoi figli. Warren tenta di convincere Jamal ad abbordare un uomo su una chat gay per un rapporto a tre. Di fronte alla resistenza di Jamal, Warren dice di apprezzare la sua fedeltà e che lo ama. Andre apprende dal telegiornale che Pamela è rimasta ferita in una sparatoria. Dimessa dall'ospedale, Pamela confessa ad Andre di aver indotto il sospettato a spararle e che, a causa della politica interna alla polizia, probabilmente la farà franca.
Terminato lo sciopero, i Lyon si recano a un incontro con Bella che Anika aveva concordato con Lucious di tenere in un luogo pubblico. Warren annuncia a Diana che, essendosi innamorato di Jamal, vuole chiamarsi fuori dalle loro trame. L'incontro con Anika era in realtà una trappola che conduce i Lyon direttamente da Diana e Warren, dove Jamal scopre che il fidanzato è il nipote di Diana e il ménage à trois era una scusa per scattargli fotografie imbarazzanti. Fuori di sé dalla rabbia, Jamal prende a pugni Warren e viene immortalato dai presenti. Lucious si pente di non aver aggredito Diana, rendendosi conto che il vecchio sé fatica ancora a farsi strada.

## L'uno per l'altra
- Titolo originale: Cupid Painted Blind
- Diretto da: Elizabeth Allen Rosenbaum
- Scritto da: Diane Ademu-John e Carlito Rodriguez

### Trama
La polizia ha spiccato un mandato d'arresto nei confronti di Jamal che dovrà costituirsi entro la fine della giornata. L'unica possibile via d'uscita è attribuire la responsabilità dell'aggressione a Warren, benché quest'ultimo non abbia fatto nulla per difendersi. Lucious e Cookie mettono in guardia Andre, l'unico dei figli che non è ancora stato attaccato dai Dubois, chiedendogli se ultimamente ha notato qualcosa di strano. Andre però, nascondendo la relazione con Pamela, sostiene di essere al sicuro. Cookie restituisce a Diana l'anello di famiglia donatole da Angelo, gettandolo in mezzo alla strada per consentire a Thirsty di scattare delle fotografie alle guardie del corpo. Costui si è accorto che uno degli uomini della scorta, il norvegese Sven, non si trovava con Diana perché sta piantonando Warren in un albergo. Andre accusa Pamela di essere in combutta con i Dubois, uscendo di senno quando costei si indispettisce per la mancanza di fiducia. Thirsty assiste alla scena e informa Lucious, il quale vuole sapere tutto sul conto di Pamela. Rimasto solo nel suo appartamento, Jamal rivive i bei momenti trascorsi con Warren e il dolore rischia di farlo tornare a drogarsi. Shyne porta Hakeem a conoscere la sua famiglia per aprirgli gli occhi sull'importanza di non mescolare affari e vita privata.
Cookie si introduce nella suite in cui è ricoverato Warren, intimandogli di andare alla polizia e far scagionare Jamal. Warren si mostra pienamente collaborativo, fornendole informazioni utili sugli intrallazzi della zia. Cookie viene così a sapere che Diana sta manipolando Andre attraverso il dottor Lambert. Hakeem scopre che Anika si è trasferita a vivere con Angelo, invidioso che un altro uomo stia crescendo sua figlia. Hakeem va nell'appartamento di Jamal, offrendosi di cantare al posto di Warren in L'amore è una droga. Pamela consegna ad Andre la pistola con cui ha sparato al suo sospettato, dicendosi disposta a essere incriminata per espiare le sue colpe e accusandolo di non capire cosa vuol dire convivere tutta la vita con un rimorso. Andre replica di conoscere esattamente cosa significa il senso di colpa. Nel frattempo, Thirsty ha scoperto che nel corpo di polizia non esiste nessuna Pamela Rose. Cookie tenta di avvertire Andre, ma quest'ultimo non risponde alla telefonata e confida a Pamela di essere l'artefice dell'attentato che avrebbe dovuto uccidere suo padre. A questo punto Pamela rivela di essere un agente sotto copertura della polizia di Las Vegas e lo dichiara in arresto. Dopo averla disarmata, Andre la uccide soffocandola. Lucious e Cookie raggiungono Andre, facendogli capire che Pamela non esiste, essendo frutto della sua mente scombussolata dal raddoppio dei farmaci voluto da Lambert.

## Occhio per occhio
- Titolo originale: Slave to Memory
- Diretto da: Sanaa Hamri
- Scritto da: Joshua Allen e Dianne Houston

### Trama
Andre è tenuto sotto sedazione in attesa di capire se ha riportato danni al cervello. Lucious gli promette che i Dubois pagheranno per quello che hanno fatto e l'occasione giusta sembra essere il loro Ballo del Capitano, con Diana che ha fissato rigide misure di sicurezza per impedire l'accesso ai Lyon. Ora che Lucious è tornato pienamente operativo, Eddie lascia l'Empire con un party al Leviticus in cui si esibisce assieme al suo vecchio allievo. Warren implora il perdono di Jamal, dicendosi disposto a fare fronte comune con i Lyon contro sua zia. Lucious e Cookie sequestrano Angelo, costringendolo a firmare una confessione in cui ammette gli inganni architettati da Diana e ottenere l'ingresso al ballo. I Lyon monopolizzano la serata, con le esibizioni di Lucious e Cookie in un tango e di Jamal e Hakeem nella loro canzone. Viene poi mostrato un filmato di Warren in cui dichiara i misfatti di Diana e la sua volontà di sottrarsi al marcio della famiglia. Hakeem si riprende Bella, avendo trovato grazie a Warren le prove che attestano la complicità di Anika nel rapimento della bambina. Siccome non vuole farla crescere senza una madre, Hakeem offre una scappatoia ad Anika per tenere nascosto il suo crimine alla giustizia.
Diana è arrestata per il rapimento di Bella. Angelo irrompe nel nascondiglio di Warren, pronto a fuggire, per fargli pagare le sue colpe. L'arrivo di Jamal provoca la rabbia di Angelo, il quale spara a Warren. Jamal tenta di disarmarlo, ma parte un colpo che uccide lo stesso Angelo, mentre invece Warren è rimasto semplicemente ferito alla spalla. Usciti dal ballo, Lucious vuole riprendere con Cookie da dove si erano interrotti prima dell'esplosione. Cookie, bisognosa di tempo per adattarsi ai numerosi cambiamenti, gli dà appuntamento nel letto di casa. Eddie è informato da Giselle, una delle sue ex mogli, che è finito sul lastrico per essersi affidato a un imprenditore che lo ha truffato con lo schema Ponzi. Eddie decide così di restare all'Empire. Lucious si presenta da Andre per dirgli che è riuscito a vendicarsi, quando trova Shyne che lo saluta ed esce dalla stanza. Nel dormiveglia Andre borbotta a Lucious di essere stato lui a piazzare la bomba che l'ha quasi ucciso. Shyne, rimasto nei paraggi, addormenta Lucious con una siringa. Il mattino seguente, non trovandolo a letto, Cookie si agita. Lucious si risveglia legato a un letto e davanti a lui si presenta Claudia.

## Uccelli in gabbia
- Titolo originale: Birds in the Cage
- Diretto da: Craig Brewer
- Scritto da: Craig Brewer

### Trama
Cookie ha ricevuto un messaggio di Lucious in cui dice di essere andato via per prendersi una pausa, ma la donna capisce che non è stato lui a scriverlo. Claudia sostiene che Lucious debba essere curato per uccidere il suo sé cattivo e riportare a galla Dwight. Dalle telecamere di sorveglianza dell'ospedale presso cui è ricoverato Andre, l'ultimo posto in cui è stato visto Lucious, si nota Claudia aggirarsi per i corridoi. Thirsty ha rintracciato la vecchia terapista di Claudia, la dottoressa Rothman, la quale spiega che è un'infermiera pericolosa, abituata a trasferirsi a casa dei suoi pazienti e a usare metodi poco ortodossi. Jamal, scagionato dall'accusa di omicidio per legittima difesa, è tuttavia costretto a convivere con il rimorso di aver ucciso Angelo. Hakeem prova a scuoterlo, portandolo da Andre per suggellare l'unità dei fratelli contro chi vuole loro male. Porsha si accorge che Becky è rimasta incinta, ma ha sempre messo davanti la carriera perché sente di non poter essere una buona madre. Cookie trova lo chalet in cui è tenuto prigioniero Lucious, costretto da Claudia a fingere che sente il bisogno di stare con lei per diventare un uomo migliore. Mentre sta rientrando in città, Cookie si ricorda che Lucious stava suonando al pianoforte la sua canzone, un segnale per farle capire che qualcosa non andava. Tornata allo chalet, finisce anche lei prigioniera di Claudia.
Messi l'uno di fronte all'altro, Lucious e Cookie si rinfacciano tutti gli sgarbi del loro passato. Cookie ricorda tutti i momenti difficili vissuti in carcere, dal tradimento di Poundcake alle settimane in isolamento mentre Lucious fuori costruiva il proprio successo, però afferma che la famiglia è sempre stata il suo unico pensiero e amerà sempre Lucious sopra ogni cosa. Claudia minaccia di tagliare la gola a Cookie, quando l'arrivo della dottoressa Rothman la costringe a interrompersi per colpirla con un ramo. Nel frattempo Cookie, liberatasi con una lametta, è stordita da un teaser e Lucious sferra un pugno contro Claudia, scegliendo di risparmiarle la vita e farla arrestare dalla polizia. Tormentato da incubi sulle sue azioni, Andre decide che è giunto il momento di confessare la verità a suo padre.

## Senza scusa
- Titolo originale: Without Apology
- Diretto da: Lee Daniels e Danny Strong
- Scritto da: Matt Pyken e Joshua Allen

### Trama
Lucious torna al timone dell'Empire, preoccupato per aver sognato Andre confessare di averlo voluto uccidere. Vogliendosi togliere dalla testa i cattivi pensieri, Lucious incarica Thirsty di accedere ai fascicoli della polizia sull'esplosione. Andre, dimesso dall'ospedale, si riavvicina alla chiesa. Eddie ha urgente bisogno di soldi per sanare la propria situazione finanziaria. A tal fine fa conoscere a Lucious Kelly Patel, imprenditore della Silicon Valley interessato ad acquistare l'Empire EXtreme. Eddie precisa che, per la buona riuscita dell'operazione, l'Empire dovrà evitare scandali. Una nuova minaccia arriva tuttavia dalle Three Black Divas, vecchie cantanti che Lucious aveva cacciato anni prima dall'Empire, indispettite per il mancato coinvolgimento nel 20x20 e pronte a rilasciare un'intervista al vetriolo contro l'etichetta. Cookie offre alle Divas, cadute in disgrazia al punto di doversi esibire nei centri commerciali, un contratto per un nuovo album in cambio della cancellazione dell'intervista. Le Divas vogliono le scuse di Lucious, ma l'incontro non va affatto bene e le cantanti preannunciano l'uscita di un album diffamatorio contro di lui. Eddie chiede a Jamal di non partecipare allo show in onore di Patel, evitando di mettere sotto i riflettori i suoi recenti guai con i Dubois. Becky si confida con Jamal, dicendo di non sapere se tenere o meno il bambino, poiché J Poppa è ultracattolico e la costringerebbe a rinunciare alla carriera faticosamente costruita per fare la madre. Eddie offre a Tiana un tour mondiale, chiedendole però di rinunciare al ritrovato feeling con Hakeem per dedicarsi esclusivamente alla musica.
L'Empire compra l'etichetta presso cui le Divas dovevano incidere il loro album, diventando quindi nuovamente proprietà di Lucious, e venendo precettate per lo spettacolo al Leviticus. Andre rassicura Shyne sul suo silenzio, Becky chiede a J Poppa di non vedersi più. Hakeem fa la proposta di matrimonio a Tiana che vuole tempo per riflettere. Eddie chiude la vendita dell'Empire a Patel, aspettando il momento giusto per dirlo a Lucious. Dopo lo show, Lucious e Cookie organizzano una cena per festeggiare il ritorno di Andre in famiglia, riformulandogli la proposta di cedere a lui il comando dell'Empire quando sarà il momento. Andre parla con suo padre in privato, confessando di essere il responsabile dell'autobomba. Andre consegna una pistola a Lucious, chiedendogli di sparargli, venendo invece aggredito fisicamente. Mentre Jamal e Hakeem ripudiano Andre, Cookie ha un malore.

## Il dolce canto delle sirene
- Titolo originale: Sweet Sorrow
- Diretto da: Eric Haywood
- Scritto da: Eric Haywood e Jamie Rosengard

### Trama
Trasportata in ospedale con i sintomi di un infarto, Cookie è costretta dai medici a una settimana di assoluto riposo per evitare che in futuro possa ricapitarle un attacco cardiaco più grave. Cacciato via dai familiari, i quali lo ritengono responsabile del malore occorso alla madre, Andre garantisce a Shyne che ha salvaguardato la sua posizione, essendosi assunto lui la piena responsabilità dell'accaduto. Lucious sistema Cookie a casa sua, convocando le sorelle Carol e Candance per vegliare su di lei. Jamal è costretto dal suo staff a concedere un'intervista per spiegare gli ultimi eventi, dall'aggressione a Warren alla morte di Angelo, che lo hanno visto protagonista. Becky ha deciso di abortire senza dire nulla a J Poppa, ma quest'ultimo lo viene a sapere da lei stessa quando pretende di conoscere i motivi per i quali lo ha lasciato. Eddie ha fissato la vendita di un lussuoso appartamento al cantante Lupe Fiasco, assicurando all'ex moglie Celeste che tutti i problemi finanziari si risolveranno quando la vendita dell'Empire andrà in porto.
Intervistato nella trasmissione televisiva di Robin Roberts, Jamal esce dal copione prestabilito e rivela pubblicamente la faida che ha coinvolto Lyon e Dubois, derubricando i fatti tragici che sono avvenuti alle conseguenze dell'agire perverso di Diana e della sua famiglia. Becky si fa accompagnare da Jamal alla clinica per abortire e, quando viene chiamato il suo nome, trova J Poppa al suo fianco per sostenerla. Cookie, desiderosa di tornare al lavoro, fa allestire uno studio di registrazione in salotto per il duetto di Hakeem e Tiana. Dopo che la madre si è arrabbiata per la loro superficialità, Hakeem e Tiana danno il massimo in una buona performance di coppia. Eddie annuncia a Celeste che la vendita dell'appartamento a Lupe Fiasco è saltata, poiché ha chiuso l'affare misterioso di cui parlava. Spulciando i conti dell'Empire, Andre si accorge dell'operazione che Eddie ha imbastito per vendere la società, nascondendola dietro un presunto accordo sulla telefonia. Ottenuto ascolto dai genitori, Lucious pretende di sapere cosa sta accadendo direttamente da Eddie. Quest'ultimo afferma di fare l'interesse dell'Empire, reputata da molti addetti ai lavori una compagnia piccola, tanto che l'accordo con Patel le consentirà di competere con i colossi del settore. Eddie è pronto a recarsi in Silicon Valley per chiudere l'affare, ma Lucious lo caccia da casa sua, lasciando intendere la fine della loro collaborazione. Eddie accusa Lucious e Cookie di ingratitudine per averlo chiamato a bordo nel momento del bisogno, mentre ora si stanno sbarazzando di lui.

## Questione di istinto
- Titolo originale: Of Hardiness Is Mother
- Diretto da: Eric Haywood
- Scritto da: Eric Haywood e Jamie Rosengard

### Trama
Andre ha scoperto che sei società collegate a Eddie hanno tentato di acquistare azioni dell'Empire prima che saltasse la vendita a Patel, un affare che gli avrebbe fruttato 15000000 $. Lucious e Andre si recano da Celeste, ancora arrabbiata con Lucious per aver mandato all'aria il suo matrimonio con Eddie presentandogli Giselle. Andre riesce a farsi rivelare il motivo per cui Eddie le aveva chiesto di comparare le azioni dell'Empire, portando Celeste a rivelare lo schema Ponzi di cui è rimasto vittima. Cookie riceve la visita di Chyna, una vecchia compagna di prigione, apprendendo che Poundcake ha il cancro ed è soggetta a frequenti ricoveri in ospedale. Cookie va da Poundcake, promettendole che riuscirà a trovare sua figlia. Accompagnata da Porsha, Cookie fa visita a Burleson, l'ex guardia carceraria che mise incinta Poundcake. Forte del suo status da donna libera, Cookie esige di sapere che fine ha fatto la figlia di Poundcake e scopre che fu affidata a un'agenzia per le adozioni. Prima di andarsene, Cookie rivela alla moglie di Burleson cosa ha combinato in carcere con Poundcake. Jamal ha sfornato una nuova hit, molto diversa rispetto al suo repertorio, tuttavia Becky la boccia in quanto i riscontri presso un campione di fan non sono stati positivi. Tory, dopo aver discusso con Tiana sulla direzione sbagliata che Eddie le sta facendo prendere, passa la nuova canzone di Jamal a un amico che la fa ascoltare a un gruppo di persone in discoteca, ricevendo apprezzamenti positivi. Shyne chiede ad Hakeem di fare da mentore a Blake, un giovane artista bianco venuto dalla strada. Dapprima riluttante, Hakeem trova in Blake un fan appassionato che gli dà l'idea per un nuovo brano rap.
Gli incontri con Poundcake e la moglie di Burleson hanno aperto gli occhi a Cookie su come le sia necessario un cambio di prospettiva, auspicando che la vita con Lucious guardi in avanti e non agli errori del passato.

## Nuove alleanze
- Titolo originale: False Face
- Diretto da: Millicent Shelton
- Scritto da: Janeika James e JaSheika Ashel James

### Trama
Lucious vuole cacciare Eddie dall'Empire, tuttavia non è in grado di dimostrare che ci sia lui dietro alla tentata compravendita. Eddie organizza una festa al Leviticus per Tiana, al primo posto contemporaneamente nelle classifiche r&b e pop, oltre al primato di Tory nella graduatoria r&b. Lucious striglia Jamal e Hakeem, in fondo alla classifica del 20x20, mentre gli artisti seguiti da Eddie hanno già completato i loro album e sono in vetta. Lucious mette in cattiva luce Eddie, facendo venire tutte le sue ex mogli al Leviticus per evidenziarne i guai finanziari. Per tutta risposta, Eddie convince Shyne a stare dalla sua parte e accrescere il loro potere dentro il consiglio. Thirsty ha rintracciato la figlia di Poundcake, la diciannovenne Maya che studia danza classica. Cookie avvicina Maya, fingendo che l'Empire abbia bisogno di ballerine per il nuovo videoclip di Tiana, di cui Maya è una fan sfegatata. Tiana però disapprova che una studentessa partecipi al video, venendo rimproverata da Cookie che le ricorda chi comanda. Jamal lancia l'idea a Tory di mettere in piedi un collettivo musicale, chiamando a bordo l'artista emergente Preacher Azal che tuttavia rifiuta, non volendosi mescolare ai privilegiati Lyon. Blake propone ad Hakeem di girare il video di un party in uno scantinato che ricordi il primo incontro tra Lucious e Cookie, con Andre che offre la propria disponibilità ad aiutare il fratello.
Shyne resta fedele a Lucious, smascherando il tentativo di corruzione da parte di Eddie. Quest'ultimo risponde che Lucious è una persona tossica, come dimostra quanto accaduto a Cookie, aprendo le ostilità tra loro. Dopo essersi esibito con Blake, Hakeem si riavvicina a Tiana che nonostante tutto non intende abbandonare Eddie, rinfacciando che per la sua carriera ha fatto più lui in sei mesi che la sua famiglia. Preacher annuncia a Jamal che, sentita la sua musica, vuole riprendere il discorso del featuring. Jamal scopre che Tory ha ripreso a drogarsi. Cookie convince Lucious ad abbandonare cattivi propositi nei confronti di Eddie, trovando una soluzione diplomatica al loro conflitto. I Lyon hanno scovato i casi di numerosi artisti lanciati da Eddie che si sono persi nel tunnel della droga, esattamente quello che sta accadendo a Tory. Eddie è costretto a firmare le dimissioni senza buonuscita. Cookie ricorda l'incontro avuto in carcere con sua madre Renee, la quale aveva abbandonato lei e le sorelle, dichiarando che non avrebbe più voluto vederla. Per non dare una delusione a Poundcake, Cookie finge di non aver trovato la figlia che in realtà non la vuole vedere. Eddie assolda Anika per attaccare l'Empire attraverso le azioni di Bella, a condizione che a missione compiuta sia nominata amministratore delegato.

## Un aspetto magro e affamato
- Titolo originale: A Lean and Hungry Look
- Diretto da: Bille Woodruff
- Scritto da: Matt Pyken e Joshua Allen

### Trama
Cookie rientra al lavoro e Lucious coglie l'occasione per annunciare Casa Empire, il nuovo progetto a cui sta lavorando sfruttando le sue capacità sinestetiche, che offre ai fruitori di musica una vera e propria esperienza multisensoriale. Lucious rassicura i consiglieri d'amministrazione, sospettosi che il ritorno di Cookie coincida con l'uscita di Eddie, che entro quarantott'ore sarà pubblicato il singolo di lancio del 20x20. Thirsty informa i Lyon che Eddie pretende gli sia pagata la buonuscita, altrimenti informerà il consiglio dei movimenti di denaro illegali di Lucious. Cookie si prodiga affinché Maya accetti di vedere Poundcake, ricordando quando l'amica la aiutò a evitare che Burleson si inventasse un'inesistente accusa di droga per rinviare il suo rilascio. Raccontandole che Poundcake non avrebbe mai voluto abbandonarla, alla fine Maya accetta di farle visita negli ultimi momenti di lucidità prima della sua morte. Jamal e Tory radunano il collettivo, stabilendo che la musica dovrà avere la priorità assoluta rispetto a ogni altra cosa. Hakeem è contrariato per le crescenti attenzioni che suo padre sta riversando su Blake, considerato un astro nascente dell'etichetta. Anika convoca in segreto i consiglieri dell'Empire, addebitando ai Lyon le acque agitate in cui naviga l'etichetta, mentre con Eddie aveva trovato stabilità. Andre osserva l'incontro di nascosto.
Lucious chiede a Shyne di accompagnarlo all'hangar dell'aeroporto per attendere l'arrivo di Eddie e regolare i conti con lui. In realtà è stata una trappola architettata da Lucious per incastrare Shyne, del cui coinvolgimento nel suo tentato omicidio ha sempre sospettato, ricevendone conferma proprio quella mattina. Shyne accusa Lucious di essere sempre stato invidioso di lui, essendo più bravo a scrivere musica. Non volendosi sporcare le mani, Lucious lascia che sia la sua guardia del corpo a uccidere Shyne. Scossa dall'incontro tra Maya e Poundcake, Cookie si presenta alla porta di sua madre Renee.

## Il potere del perdono
- Titolo originale: Fair Terms
- Diretto da: Jussie Smollett
- Scritto da: Dianne Houston e Jamie Rosengard

### Trama
Cookie prova a ricostruire il rapporto con Renee, entrambe consapevoli che ci vorrà molto tempo. Andre allerta Lucious che Anika sta convincendo i consiglieri a respingere le dimissioni di Eddie. Perso il voto di Shyne, Lucious teme di finire in minoranza e che Eddie, una volta tornato a bordo, concluda la vendita dell'etichetta a Patel. Jamal pubblica in rete il primo singolo del collettivo attraverso un account anonimo.
Due settimane dopo. I Lyon organizzano la commemorazione di Shyne al Leviticus, anche perché bisogna convincere la sua compagna Tiffany, in procinto di subentrargli nel consiglio d'amministrazione, a votare per loro. Alla cerimonia si esibisce Nessa, ancora arrabbiata con Cookie per quanto successo tra loro in passato. Tiffany rifiuta il seggio in consiglio, poiché Shyne aveva stabilito che a ereditarlo sarebbe stata proprio Nessa. I Lyon ammettono di essersi comportati male con lei, offrendole un rinnovo contrattuale per altri due album e lo spazio finale nel 20x20 al posto di Jamal. Renee e Cookie si rimpallano la responsabilità di chi ha abbandonato l'altra. Eddie incarica Anika di scavare sui rapporti tra l'Empire e i suoi artisti, trovando un nuovo argomento da dare in pasto alla stampa. Ad Hakeem viene offerta la parte in un film, recitando a fianco dell'attrice Haven Quinn. Entrato in rotta con il regista, accusato di voler stereotipare l'immagine dei neri, Hakeem si fa cacciare dal set. Haven si dice ammirata per il comportamento di Hakeem, ricevendo l'invito di venire alla presentazione di Casa Empire. In quest'occasione i due ragazzi si baciano pubblicamente, proprio mentre si stava esibendo Tiana. Cookie invita Renee per farle conoscere i suoi nipoti. Sullo schermo compare un'immagine razzista di Blake, cacciato immediatamente dall'Empire. Di fronte alla richiesta di spiegazioni da parte degli azionisti, Lucious accusa Eddie di essere dietro a questa manovra. Costui fa la sua comparsa, annunciando di essere pronto a tornare all'Empire, con l'appoggio dei consiglieri.

## Ritorno alle origini
- Titolo originale: Bloody Noses and Crack'd Crowns
- Diretto da: Howard Deutch
- Scritto da: Carlito Rodriguez

### Trama
Il consiglio d'amministrazione vota il reintegro di Eddie nel ruolo di consulente operativo. Cookie suggerisce a Lucious di riacquistare l'Empire, affinché venga sottratta ai capricci degli investitori e possa tornare a essere controllata esclusivamente dalla famiglia Lyon. Patel inizia ad acquistare azioni dell'Empire, facendo salire vertiginosamente il titolo in Borsa. Andre si offre per fare il doppiogioco con Eddie, facendogli credere di essere ancora in lotta con i suoi genitori, e annuncia in una conferenza stampa il proprio sostegno all'acquisizione da parte di Patel. Andre riesce a fotografare il massimale dell'offerta di Patel. In televisione va in onda lo scontro tra Blake e suo padre, accusato dal figlio di averlo plagiato con il razzismo e che dopo la fotografia incriminata non si è fatto più vedere per quindici anni. Emotions, il primo singolo del collettivo di Jamal e Tory, è stato un grande successo e alcuni membri vorrebbero rivelare la loro identità. Lucious e Cookie organizzano un party per rilanciare il nome dei Lyon. Lucious richiama a bordo Blake e vorrebbe che partecipasse anche Jamal con la sua band, avendo riconosciuto che c'è lui dietro il misterioso collettivo di artisti. Hakeem si esibisce con Haven, scatenando la gelosia di Tiana che sommessamente sperava in un ritorno di fiamma.
Eddie rivela ad Andre che il massimale era una falsa informazione, usata per smascherare il suo tentativo di bluff, tuttavia, se deciderà di tradire realmente la sua famiglia, lui e Patel sono disposti ad assumerlo come capo dell'ufficio finanziario della società che acquisirà l'Empire. Andre sembra cedere alle lusinghe di Eddie, interrompendo la trasmissione del party dei Lyon sui sever dell'Extreme. Andre però ha inserito un temporizzatore, concedendo ai genitori quindici minuti di tempo per trasmettere l'evento direttamente su Internet a tutto il mondo. Jamal chiede ai membri della sua band di esibirsi pubblicamente per la prima volta, mentre Lucious e Cookie invocano il sostegno dei fan per difendere l'Empire dagli attacchi di Eddie. I Lyon raccolgono abbastanza soldi per comprare la società. Haven scarica Hakeem, rivelandogli che si è rimessa insieme al vecchio fidanzato. Il mattino seguente Eddie e Giselle si presentano nella tenuta di Lucious per annunciare che hanno ottenuto la sciarpa da lui indossata la notte in cui è morto Shyne, ricattandolo di consegnarla alla polizia se non ritirerà l'offerta.

## Qualcosa di mio
- Titolo originale: The Empire Unpossess'd
- Diretto da: Craig Brewer
- Scritto da: Brett Mahoney e Joshua Allen

### Trama
Cookie offre ad Anika un posto in un'etichetta indipendente in cambio della sciarpa che incriminerebbe Lucious. La donna però rifiuta, pronta a godersi la caduta rovinosa dei Lyon che le consentirà di scalzarli dal trono. Dopo aver parlato con Renee, Lucious è pronto a costituirsi, sacrificandosi come fece Cookie andando in carcere al posto suo. Lucious incarica Andre di preparare un'offerta per ricomprare l'Empire, riconoscendo che è lui il suo erede e affidandogli la difesa della famiglia. Lucious riunisce i figli, confessando loro l'omicidio di Shyne, e dicendosi disposto a tutto pur di salvare il loro impero. I Lyon si recano al consiglio d'amministrazione, presentando un'offerta simbolica di 750000000 $ che avrebbe dovuto superare quella di Patel di 50.000.000. Tuttavia, Cookie ha manomesso la busta per dare la vittoria a Patel e salvare Lucious. Cookie desidera creare una nuova etichetta da zero, con la differenza che stavolta i Lyon saranno uniti. Tory, trovata svenuta da Jamal, muore in ospedale per una crisi epilettica causata dal consumo di droga. Jamal decide di andarsene, bisognoso di anonimato per assorbire i travagli dell'ultimo periodo, chiedendo a Cookie di assecondare questa sua necessità. Andre concede il suo perdono ad Anika per la morte di Rhonda, siglando una tregua e salutandosi cordialmente. Mentre Lucious chiede a Cookie di sposarlo, Tiana annuncia ad Hakeem di aspettare un bambino da lui.
Alla presentazione della nuova dirigenza dell'Empire, Anika ha un malessere che la porta a vedere Rhonda ovunque perché Andre aveva avvelenato lo spumante con i suoi farmaci. Barcollando, Anika precipita dal balcone immaginando che sia stata Rhonda a farla cadere. Lucious e Cookie si sposano davanti a un prete. Jamal si trova a Londra, vivendo la spontaneità della musica in strada. Dopo aver congedato Hakeem e Tiana, Blake incrocia il padre che esplode diversi colpi di fucile.